# Transylvania 90210: Songs of Death, Dying, and the Dead
Albums de Wednesday 13
Fang Bang
(2006)
Transylvania 90210: Songs of Death, Dying, and the Dead est le premier album solo du chanteur de horror punk Wednesday 13, sorti le 12 avril 2005 chez Roadrunner Records.
Deux clips vidéo ont été tournés pour promouvoir le disque : I Walked With a Zombie (dans lequel le groupe est intégré à des images du film La nuit des morts vivants de George A. Romero) et Bad Things (composé d'images filmées en concert et en coulisses).
L'album est dédié à la mémoire d'Ed Wood.

## Liste des chansons
1. Post Mortem Boredom
2. Look What the Bats Dragged in
3. I Walked with a Zombie
4. Bad Things
5. House by the Cemetery
6. God is a Lie
7. Haunt Me
8. Transylvania 90210
9. I Want You...Dead
10. Buried by Christmas
11. Elect Death for President
12. Rot for Me
13. The Ghost of Vincent Price
14. A Bullet Named Christ

### Bonus track
- Thank You Satan (Disponible sur l'édition japonaise)

## Les paroles

### Post Mortem Boredom
Post Mortem est une citation latine qui signifie "Après Décès".
Ce morceau est l'introduction de l'album Transylvania 90210. Il commence avec 19 coups de cloches, puis, après le 19e coups, un bruit strident et des alarmes nous font comprendre qu'il y a eu décès. Puis une voix, sortant d'un haut parleur, commence : "That's only, that's only, a recording. Containing songs of death, dying and the dead. To Wednesday 13 keep remainling yourself. It's only a recording, a recording, a recording..."

### Look What The Bats Dragged In
Cette chanson raconte l'histoire d'un tueur en série qui est mort et qui est revenu à la vie.

### I Walked With A Zombie
Le texte s'inspire du film Vaudou (I Walked with a Zombie en anglais).

### Bad Things
Dans cette chanson, Wednesday 13 exprime sa haine envers tous les gens qu'il déteste ou qui n'ont jamais voulu croire en lui en voulant les tuer des pires manières.

### House By The Cemetery
Tout comme la chanson de I Walked With A Zombie, House By The Cemetery s'inspire du film La Maison près du cimetière qui est un film d'horreur datant de 1981 et créé par le réalisateur italien du nom de Lucio Fulci.Ce réalisateur est devenu une source d'inspiration dans le genre Horror punk tout comme Dario Argento et George A. Romero.

### God is a Lie
Cette chanson parle d'un homme qui a envie de se suicider, mais comme dernière chance, se raccroche à Dieu et évidemment, ce dernier ne le sauve pas.

### Haunt Me
Cette chanson se passe le jour d'Halloween dans lequel un homme rêve qu'une fille qu'il a connu vient le tuer.

### Transylvania 90210
Wednesday 13 fait un clin d'œil à la série TV Beverly Hills 90210 en la parodiant de la manière horrifique.

### I Want You... Dead
Wednesday 13 réclame dans cette chanson une fille morte sous la forme d'un mort-vivant. Sur la phrase Necro-feelin' great, necro-feelin' good bien que ce jeu de mots est très difficile à traduire, veut dire nécrophilie (Une attirance sexuelle pour les cadavres).

### Buried by Christmas
Wednesday 13 demande dans cette chanson d'être tué et enterré le soir de Noël.

### Elect Death For President
Wednesday 13 a eu l'idée de mettre en vie la Mort et de la faire participer aux élections préseidentielles américaines...

### Rot For Me
Wednesday 13 parodie les contes de fée plus "trash" et qui se finit très mal.

### The Ghost of Vincent Price
Vincent Price est né le 27 mai 1911 à St Louis et mort à Los Angeles le 25 octobre 1993 à l'âge de 82 ans est l'un des acteurs les plus charismatiques et symboliques du film d'horreur. Wednesday 13 lui dédie cette chanson, avec quelques petits clin d'œil dedans

### A Bullet Named Christ
Cette chanson est jouée entièrement au piano et avec quelques instruments de percussions différents de la batterie ainsi que des cordes frottés 
Wednesday 13 a vécu dans une région appelé la Bible Belt (ceinture de la Bille). Enfant, il était obligé d'aller à l'église et d'être croyant. le problème, c'est qu'il n'en avait rien à faire, il raconte un peu de son passé dans cette chanson, puis son choix décisif dans lequel il dit non à la religion.
Dans cette chanson, Wednesday 13 dénonce les religieux, qui veulent à tout prix que les personnes sans croyance et en quête d'une religion prennent la leur.

### Thank You Satan
Thank You Satan est une chanson bonus uniquement disponible sur le pressage japonais de l'album. Dans cette chanson, Wednesday 13 raconte qu'il a une très bonne relation avec le Diable, il décide alors de le remercier en chanson et de créer sa propagande anti-Paradis et pro-Enfer.

## Personnel
- Wednesday 13 - Chant, guitares, basse, claviers, production
- Kid Kid - Chœurs
- Ghastly - Batterie
- Ziad - Saxophone
- Jamie Hoover - Ingénieur du son
- Colin Richardson - Mixage
- Will Bartle - Assistant mixage
- Roger Lian - Mastering
- P.R. Brown - Photographie, artwork, conception de la pochette